# Modelare dimensională
Modelarea dimensională este o metodologie de modelare a datelor favorizând performanța și ușurința în realizarea de cereri SQL, pornind de la o mulțime de măsuri de bază. Metoda a fost dezvoltată de autorul american Ralph Kimball.  
Strucura utilizată în cadrul modelului se numește schema în stea. Grație inerenței sale simetrii, modelul dimensional se prezintă ca fiind comprehensibil, previzibil, extensibil și rezistent la cereri ad hoc. 

## Vocabularul modelării dimensionale
Un tabel de fapte este tabelul principal al modelului, în care sunt stocate măsurile de performanță. El se caracterizează printr-o cheie compozită în care fiecare element este o cheie străină indicând un tabel de dimensiune.  Acesta la rândul său este un tabel dotat cu o cheie primară. 
O linie dintr-un tabel de fapte corespunde unei măsuri. Semnificația unei linii dintr-un tabel de fapte se numește detaliu (en. grain). Fiecare măsură dintr-un tabel de fapte este descris la același nivel de detaliu. Faptele cele mai utile dintr-un tabel de fapte sunt numerice și aditive (fapte propriu-zise). 
Dimensiunea asigură interfața cu depozitul de date. Tabelele de dimensiune sunt punctul de intrare la tabelul de fapte. Tabelele de fapte exprimă relații multe-la -mai-multe între dimensiuni.